# Simeone Zuccolo
Pour les articles homonymes, voir Zuccolo.
Simeone Zuccolo parfois appelé Simeone Zuccolo da Cologna (né vers 1504 à Cologna et mort vers 1569) est un littérateur italien de la Renaissance. Il n'est connu que par un seul ouvrage intitulé La pazzia del ballo (La Folie de la danse), publié à Padoue en 1549. 

## La Folie de la danse
Ce livre est divisé en douze chapitres. L'auteur le dédie au comte Hercule de San Bonifazio, chanoine de Padoue. Après avoir examiné les différentes opinions relatives à l'origine de la danse, à son antiquité et à l'attrait de cet exercice, il recherche les causes qui, de tout temps, ont engagé les deux sexes à se réunir dans des bals et les réduit à trois principales : l'amour, le vin et la musique. Il rend compte ensuite des motifs qui l'ont déterminé à donner le nom de « folie » à la danse. Cet ouvrage, semé de remarques érudites et curieuses, est très rare. Apostolo Zeno trouve que l'auteur s'y montre à la fois homme d'esprit, judicieux et savant.